# ميشال سماحة
ميشال فؤاد سماحة (9 سبتمبر 1948) هو سياسي لبناني ووزير سابق ومستشار للرئيس السوري بشار الأسد.

## عن حياته
انضم في سنة 1964 إلى حزب الكتائب وأصبح مسؤولا عن القطاع الطلابي داخله، كان أثناء الحرب من المكلفين بالاتصالات بين الحزب وسوريا، وفي سنة 1985م ترك الكتائب سنة بعد تأييده انتفاضة سمير جعجع وإيلي حبيقة، أصبح بعدها من المقربين من إيلي حبيقة. سنة 1992 عين وزيراً للإعلام والسياحة في حكومة رشيد الصلح ثم وزيرا للإعلام في حكومة رفيق الحريري الأولى. انتخب في سنة 1992 نائباً في أول انتخابات بعد إتفاق الطائف. انهزم في انتخابات 1996 و2000 أمام أنطوان حداد. عين في 17 أبريل 2003 مرة أخرى وزيراً للإعلام واستمر في منصبه إلى 26 أكتوبر 2004. في يونيو 2007 أعلنت الإدارة الأمريكية قرار منعه من دخول أراضيها صحبة عدة شخصيات لبنانية وسورية بحجة «التورط أو إمكانية التورط في زعزعة الحكومة اللبنانية»، و«رعاية الإرهاب أو العمل على إعادة ترسيخ السيطرة السورية على لبنان»، وأنهم بذلك «يلحقون الضرر بمصالح الولايات المتحدة». 
في 17 ديسمبر \ كانون الأول 2012 ادرجت الولايات المتحدة ميشال سماحة على لائحة الإرهاب بموجب القرار 13224 الذي يمنع المواطنين الاميركيين افرادا ومؤسسات من عقد صفقات معه ويجمد اية أصول له.
متأهل من غلاديس عريضة ولهما 3 بنات. حاصل على إجازة في إدارة الأعمال من جامعة القديس يوسف سنة 1973.

## المناصب التي تولاها
- وزير الاعلام: من 16 مايو 1992 حتى 31 أكتوبر 1992 في حكومة الرئيس رشيد الصلح في عهد الياس الهراوي
- وزير السياحة: من 16 مايو 1992 حتى 31 أكتوبر 1992 في حكومة الرئيس رشيد الصلح في عهد الياس الهراوي
- وزير الاعلام: من 31 أكتوبر 1992 حتى 25 مايو 1995 في حكومة الرئيس رفيق الحريري في عهد الياس الهراوي
- وزير الاعلام: من 17 أبريل 2003 حتى 26 أكتوبر 2004 في حكومة الرئيس رفيق الحريري في عهد إميل لحود

## محاولة اغتياله
تعرض ميشال سماحة لمحاولة اغتيال أثناء نقله إلى المستشفى بتاريخ 16 فبراير 2015، واتهم فريق 14 آذار سوريا بالوقوف وراء العملية.

## إطلاق سراحه
أطلق سراحه في يوم 14 يناير 2016 بكفالة مقدارها مائة ألف دولار.

## سجنه
في 8 أبريل 2016 تم الحكم على الوزير اللبناني السابق ميشال سماحة بالسجن لمده 13 عاما مع الأشغال الشاقة.